# 拉朗德德古
拉朗德德古（法語：La Lande-de-Goult，法語發音：[la lɑ̃d də ɡu] ⓘ）是法国奥恩省的一个市镇，属于阿朗松区。

## 地理
拉朗德德古（48°35'6"N, 0°2'51"W）面积28.57 平方千米，位于法国诺曼底大区奧恩省，该省份为法国西北部内陆省份，北起顺时针与卡爾瓦多斯省、厄尔省、厄尔-卢瓦省、萨尔特省、马耶讷省和芒什省接壤。
与拉朗德德古接壤的市镇（或旧市镇、城区）包括：弗朗什维尔、拉贝利耶尔、布塞、勒塞尔克伊、沙安、鲁佩鲁、圣索沃尔德卡鲁日、唐维尔、洛雷代库沃。

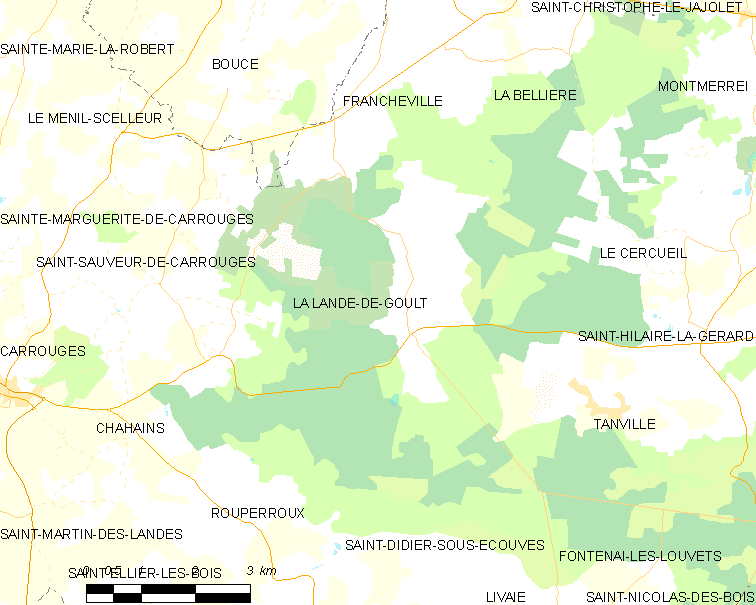
拉朗德德古的OSM定位图

拉朗德德古的时区为UTC+01:00、UTC+02:00（夏令时）。

## 行政
拉朗德德古的邮政编码为61320，INSEE市镇编码为61216。

## 政治
拉朗德德古所属的省级选区为马尼勒代塞尔县。

## 人口

1962-2008年间拉朗德德古人口变化图示

拉朗德德古于2022年1月1日时的人口数量为186人。